# Carnivores: Ice Age
Carnivores: Ice Age (с англ. — «Хищники: Ледниковый период») — компьютерная игра в жанре шутера от первого лица, разработанная украинской компанией Action Forms и выпускавшаяся компаниями WizardWorks и Infogrames. В России издателем выступала компания «Акелла».
Выход оригинальной версии состоялся в 2001 году для ПК под управлением Windows. В 2011 году была портирована компанией Beatshapers и переиздана на PlayStation Portable и PlayStation 3. В том же году состоялся релиз порта для мобильных устройств с iOS и Android, за который была ответственна компания Tatem Games.
Третья игра в серии Carnivores.

## Сюжет
История повторяет события, происходившие в предыдущих частях серии: земная корпорация совершила покупку прав на планету FMM UV-32, на которой жили динозавры, и основала там DinoHunt — компанию, которая даёт своим клиентам право охотиться на доисторических существ.
В Carnivores: Ice Age показано дальнейшее изучение FMM UV-32: учёные обнаружили там животных, которые жили во время ледникового периода в снежных регионах, и создали отдельную программу охоты на них.

## Игровой процесс
Игроку, в роли охотника, предстоит охотиться на 10 доисторических животных, включая диатрима (гасторниса), мегалоцероса (большерогого оленя), смилодонов (саблезубых тигров) и других.
Оружие включает в себя: пистолет, винтовки, дробовики и арбалет. Во время охоты можно использовать аксессуары, такие как камуфляж, запахи прикрытия и радар.
Carnivores: Ice Age состоит из пяти тематических уровней, каждый имеет характерный ландшафт и набор существ.

## Оценки
| Сводный рейтинг | Сводный рейтинг |
| Агрегатор       | Оценка          |
| --------------- | --------------- |
| GameRankings    | 55,00 %         |